# Jože Bevc
Jože (Jožko) Bevc, slovenski filmski režiser in scenarist, *22. maj 1925, Ljubljana, † 27. september 1987, Ljubljana.
Bevc je v svoji karieri napisal okoli 40 scenarijev za kratke filme, ki jih je po večini tudi sam zrežiral. V njegovih delih prevladujejo družbenokritične in satirične sestavine kot npr. v filmu Občan Urban, posnetem leta 1963. Njegov edini celovečerni film je To so gadi iz leta 1977, eden izmed najbolj gledanih slovenskih filmov.